# More Than Alot
More Than Alot is het debuutalbum van drum and bass/dubstepproducenten Chase & Status uitgebracht op 13 oktober 2008. 

## Tracklist
| 1.                 | Can't Get Enough            | 3:27 |
| 2.                 | Music Club                  | 3:43 |
| 3.                 | Against All Odds (ft. Kano) | 2:42 |
| 4.                 | Streetlife (ft. Takura)     | 4:18 |
| 5.                 | Smash TV                    | 3:40 |
| 6.                 | Pieces (ft. Plan B)         | 4:49 |
| 7.                 | Eastern Jam                 | 3:59 |
| 8.                 | Foundation Skit             | 0:54 |
| 9.                 | Take Me Away                | 4:27 |
| 10.                | Hurt You                    | 3:47 |
| 11.                | Running                     | 4:48 |
| 12.                | Take U There (ft. Digga)    | 3:12 |
| 13.                | Is It Worth It              | 4:57 |
| Totale duur: 48:40 |                             |      |

| Nr. | Titel                                                      | Duur |
| --- | ---------------------------------------------------------- | ---- |
| 14. | Saxon                                                      | 4:57 |
| 15. | Heartbeat (Chase & Status 'We Just Bought a Guitar' remix) | 3:56 |
| 16. | In Love (ft. Jenna G)                                      | 5:55 |

| Nr. | Titel                          | Duur |
| --- | ------------------------------ | ---- |
| 17. | Chase & Status Tour Video 2010 | 4:03 |